# Sebastian Reddig
Sebastian Reddig (* 1985/1986 in Duisburg) ist ein deutscher Journalist, Fernsehmoderator und Podcaster. Seit 2014 moderiert er das Regionalmagazin RTL West. 

## Leben und Werdegang
Reddig ist in Duisburg geboren und aufgewachsen. Seine journalistische Karriere begann bei RTL West. Dort arbeitet Reddig seit dem 17. November 2014 als Moderator der Sendung. Darüber hinaus gestaltet er Beiträge und Interviews für RTL West. Seit 2025 produziert er außerdem den Podcast AUFS OHR - gemeinsam mit dem RTL West-Geschäftsführer Jörg Zajonc.